# Faith (serie de televisión)
Faith (en hangul, 신의; en hanja, 信義) también conocida como The Great Doctor, es una serie de televisión surcoreana de fantasia emitida durante 2012 y protagonizada por Lee Min Ho y Kim Hee Sun.
Fue transmitida por Seoul Broadcasting System desde el 13 de agosto hasta el 30 de octubre de 2012, finalizando con una longitud de 24 episodios, al aire las noches de los días lunes y martes a las 21:55 (KST).

## Sinopsis
Un guerrero wudalchi de la dinastía Yuan en China es enviado al futuro a través de un portal para buscar un médico que cure a una reina herida mortalmente. Al llegar a la época actual, conoce a Eun Soo, una doctora que llama la atención del wudalchi Choi Young, el cual la lleva al pasado a cumplir su misión. Sin embargo en el momento en que Eun Soo debe regresar a su lugar natal, el portal se cierra y todos se maravillan con sus habilidades médicas, Eun Soo queda atrapada 700 años atrás en el pasado y deberá luchar junto con Choi Young en la difícil época en la que se encuentra por la supervivencia mientras es amenazada continuamente por las personas de ese momento histórico que están asombrados con ella.

## Reparto

### Principal
- Lee Min Ho como General Choi Young.[4][5][6]
- Kim Hee Sun como Yoo Eun Soo.[7][8][9][10][11]
- Yoo Oh Sung como Ki Chul.

### Secundario
Cercanos a Jang Bin
- Lee Phillip como Jang Bin.[12]
- Kim Soo Yeon como Deo Ki.

Cercanos a Ki Chul
- Sung Hoon como Chun Eum Ja.[13]
- Shin Eun Jung como Hwa Soo In.
- Jo In Pyo como Goo Yang Gak (Yang Sa).
- Choi Suk Jin como Ki Won.
- Hwang Woo Yun como Ja Woon.

Gente del palacio
- Ryu Deok Hwan como Rey Gongmin.
- Park Se Young como Reina Noguk.
- Lee Byung Joon como Jo Il Shin.
- Kim Mi Kyung como Dama de la corte Choi.
- Kwon Min como Ahn Do Chi.
- Park Yoon Jae como Príncipe Deokheung.

Tropas Woodalchi
- Baek Kwang Doo como Bae Choong Suk.
- Kim Jong Moon como Oh Dae Man.
- Jung Yoo Chan como Joo Suk.
- Kang Chang Mook como Dol Bae.
- Yoon Kyun Sang como Duk Man.
- Kwang Hoon como Jeom Oh.

### Otros
- Choi Won Hong como Kyung Chang (Rey Choong Jung).
- Oh Jae Moo como Lee Sung Gye.
- Jung Dong Kyu como Lee Ja Choon.
- Song Min Hyung como Lee Je Hyun'.
- Kim Hyung Jong como Lee Saek.
- Song Kyung Chul como Hermano de Man Bo.
- Lee Sook como Hermano de Man Bo.
- Park Jin Soo como Geosa misterioso.
- Ji Yoon-ho como Ji-ho.
- Choi Chang Yub como Shi Wool.
- Kim Tae Han como Ahn Jae.
- Kim Yoo Jin como Jang Hee.
- Um Ki Chul como Yak Won.

### Apariciones especiales
- Ahn Jae-wook como el exnovio de Eun Soo (ep. 1).
- Park Hwi Soon.
- Oh Kwang-rok como un adivino (ep. 1).
- Choi Min-soo.[14]
- Kim Hyo Sun.
- Oh Hyun Chul.
- Park Sang Won.

## Recepción

### Audiencia
En Azul la audiencia más baja y en rojo la más alta, correspondientes a las empresas medidoras TNms y AGB Nielsen.
| Ep. #    | Fecha original de emisión | Share        | Share        | Share       | Share       |
| Ep. #    | Fecha original de emisión | TNmS Ratings | TNmS Ratings | AGB Nielsen | AGB Nielsen |
| Ep. #    | Fecha original de emisión | Nacional     | Seúl         | Nacional    | Seúl        |
| -------- | ------------------------- | ------------ | ------------ | ----------- | ----------- |
| 1        | 13 de agosto de 2012      | 12.2 %       | 13.8 %       | 9.4 %       | 10.8 %      |
| 2        | 14 de agosto de 2012      | 11.8 %       | 13.1 %       | 10.3 %      | 11.4 %      |
| 3        | 20 de agosto de 2012      | 13.4 %       | 15.8 %       | 10.3 %      | 11.6 %      |
| 4        | 21 de agosto de 2012      | 13.2 %       | 15.5 %       | 11.5 %      | 12.8 %      |
| 5        | 27 de agosto de 2012      | 12.9 %       | 14.5 %       | 10.6 %      | 10.6 %      |
| 6        | 28 de agosto de 2012      | 13.1 %       | 14.8 %       | 12.2 %      | 13.5 %      |
| 7        | 3 de septiembre de 2012   | 12.3 %       | 13.9 %       | 9.8 %       | 10.9 %      |
| 8        | 4 de septiembre de 2012   | 12.6 %       | 13.9 %       | 11.0 %      | 12.4 %      |
| 9        | 10 de septiembre de 2012  | 11.6 %       | 12.8 %       | 11.8 %      | 13.2 %      |
| 10       | 11 de septiembre de 2012  | 11.7 %       | 13.0 %       | 11.2 %      | 11.4 %      |
| 11       | 17 de septiembre de 2012  | 11.8 %       | 13.5 %       | 10.4 %      | 11.3 %      |
| 12       | 18 de septiembre de 2012  | 11.2 %       | 12.2 %       | 10.1 %      | 11.0 %      |
| 13       | 24 de septiembre de 2012  | 10.7 %       | 12.2 %       | 9.7 %       | 10.9 %      |
| 14       | 25 de septiembre de 2012  | 10.2 %       | 11.6 %       | 9.0 %       | 9.7 %       |
| 15       | 1 de octubre de 2012      | 11.1 %       | 12.7 %       | 9.3 %       | 9.9 %       |
| 16       | 2 de octubre de 2012      | 9.6 %        | 10.2 %       | 9.5 %       | 9.7 %       |
| 17       | 8 de octubre de 2012      | 13.2 %       | 14.1 %       | 10.5 %      | 11.4 %      |
| 18       | 9 de octubre de 2012      | 11.5 %       | 13.0 %       | 9.9 %       | 10.6 %      |
| 19       | 15 de octubre de 2012     | 9.2 %        | 10.6 %       | 8.8 %       | 9.5 %       |
| 20       | 16 de octubre de 2012     | 10.7 %       | 11.9 %       | 9.9 %       | 10.9 %      |
| 21       | 22 de octubre de 2012     | 10.2 %       | 11.7 %       | 9.3 %       | 10.5 %      |
| 22       | 23 de octubre de 2012     | 9.7 %        | 11.6 %       | 8.9 %       | 10.0 %      |
| 23       | 29 de octubre de 2012     | 9.1 %        | 10.3 %       | 8.7 %       | 9.7 %       |
| 24       | 30 de octubre de 2012     | 10.5 %       | 11.4 %       | 10.1 %      | 10.9 %      |
| Promedio | Promedio                  | 11.4 %       | 12.8 %       | 10.1 %      | 11.0 %      |

## Premios y nominaciones
| Año  | Premio                                       | Categoría                                            | Recipiente    | Resultado |
| ---- | -------------------------------------------- | ---------------------------------------------------- | ------------- | --------- |
| 2012 | 20th Korean Culture and Entertainment Awards | Premio a la excelencia Top, actriz                   | Kim Hee Sun   | Ganadora  |
| 2012 | 2012 SBS Drama Awards                        | Premio a la excelencia Top, actor en una minisserie  | Lee Min Ho    | Ganador   |
| 2012 | 2012 SBS Drama Awards                        | Premio a la excelencia Top, actriz en una minisserie | Kim Hee Sun   | Nominada  |
| 2012 | 2012 SBS Drama Awards                        | Premio a la excelencia, actor en una minisserie      | Yoo Oh Sung   | Nominado  |
| 2012 | 2012 SBS Drama Awards                        | Premio especial, actor en una minisserie             | Ryu Deok Hwan | Nominado  |
| 2012 | 2012 SBS Drama Awards                        | Premio especial, actriz en una minisserie            | Shin Eun-jung | Nominada  |
| 2012 | 2012 SBS Drama Awards                        | Nuevo premio artista                                 | Park Se Young | Ganadora  |
| 2012 | 2012 SBS Drama Awards                        | Artistas Top 10                                      | Lee Min Ho    | Ganador   |
| 2012 | 2012 SBS Drama Awards                        | Premio de la popularidad                             | Lee Min Ho    | Nominado  |
| 2012 | 2012 SBS Drama Awards                        | Premio de la popularidad                             | Kim Hee Sun   | Nominada  |
| 2013 | 49th Baeksang Arts Awards                    | Mejor nueva actriz (TV)                              | Park Se Young | Nominada  |
| 2013 | 49th Baeksang Arts Awards                    | La mayoría popular actor (TV)                        | Lee Min Ho    | Nominado  |
| 2013 | 49th Baeksang Arts Awards                    | Lo más popular actriz (TV)                           | Park Se Young | Nominada  |
| 2013 | 8th Seoul International Drama Awards         | Premio de la popularidad                             | Lee Min Ho    | Nominado  |
| 2014 | GyaO! Entertainment Awards                   | Mejor drama coreano                                  | Faith         | Ganadores |

## Emisión internacional
- Filipinas: ABS-CBN (2014-2015).
- Hong Kong: TVB (2013-2014).
- Indonesia: Indosiar (2013).
- Irán: Namayesh (2015).[19]
- Japón: KNTV (2013) y TV Setouchi (2014).
- Malasia: NTV7, 8TV y One TV Asia (2013).
- Singapur: Channel U (2014).
- Tailandia: Workpoint TV (2014).
- Taiwán: ETTV (2014).
- Vietnam: VTV3 (2014).